# 穆塔兹 (演員)

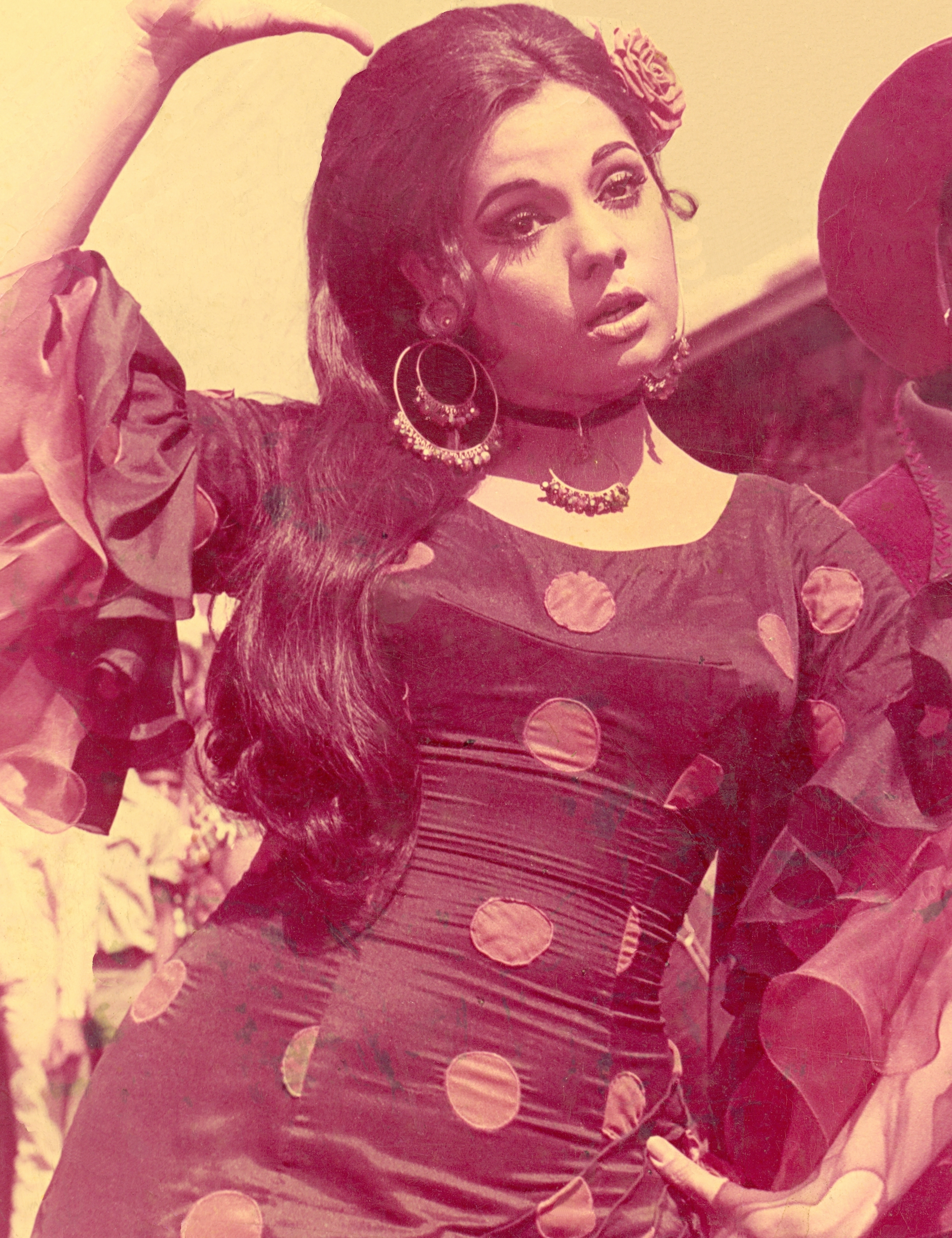
穆塔兹

穆塔兹（1947年7月31日—），是一位印度女演员，穆塔兹的父母均来自馬什哈德。她的父亲来自一个伊玛目家庭。 穆塔兹曾出演过多部印地语电影。穆塔兹曾两次获得印度電影觀眾獎。 穆塔兹的丈夫是一位烏干達商人。穆塔兹退出影坛后，穆姆塔兹与丈夫定居伦敦 。